# Бетел (Коннектикут)
Бетел (англ. Bethel) — місто (англ. town) в США, в окрузі Ферфілд штату Коннектикут. Населення — 20 358 осіб (2020).

## Демографія
Згідно з переписом 2010 року, у місті мешкали 18 584 особи в 6938 домогосподарствах у складі 4989 родин. Було 7310 помешкань
Расовий склад населення:
| - 88,8 % — білих - 4,5 % — азіатів - 1,8 % — чорних або афроамериканців - 0,1 % — корінних американців - 2,8 % — осіб інших рас |

До двох чи більше рас належало 1,9 %. Частка іспаномовних становила 7,6 % від усіх жителів.
За віковим діапазоном населення розподілялося таким чином: 23,5 % — особи молодші 18 років, 63,8 % — особи у віці 18—64 років, 12,7 % — особи у віці 65 років та старші. Медіана віку мешканця становила 41,6 року. На 100 осіб жіночої статі у місті припадало 95,0 чоловіків; на 100 жінок у віці від 18 років та старших — 91,8 чоловіків також старших 18 років.
Середній дохід на одне домашнє господарство становив 120 474 долари США (медіана — 97 289), а середній дохід на одну сім'ю — 135 457 доларів (медіана — 112 344). Медіана доходів становила 78 457 доларів для чоловіків та 51 951 долар для жінок. За межею бідності перебувало 2,9 % осіб, у тому числі 1,5 % дітей у віці до 18 років та 5,4 % осіб у віці 65 років та старших.
Цивільне працевлаштоване населення становило 10 741 особа. Основні галузі зайнятості: освіта, охорона здоров'я та соціальна допомога — 24,0 %, науковці, спеціалісти, менеджери — 13,7 %, роздрібна торгівля — 11,2 %, виробництво — 10,6 %.

## Персоналії
- Фінеас Тейлор Барнум (1810—1891) — американський шоумен, антрепренер.